# Церковь Архангела Михаила (Тужаньск)
Церковь Архангела Михаила (пол. Cerkiew św. Michała Archanioła) — деревянный храм в селе Тужаньск Санокского повята Подкарпатского воеводства Польши.
Принадлежит к образцам лемковского зодчества. В 2013 году храм стал объектом Всемирного наследия ЮНЕСКО вместе с другими деревянными церквями Карпатского региона Польши и Украины.

## Описание
Церковь в Тужаньске упоминается в первой половине XVI века. Современное здание построено греко-католиками в лемковском стиле в первые годы XIX века (между 1801 и 1803 годами). В 1836 году в храму было пристроено крыльцо. Архитектурная структура храма разделена на три квадрата (тридильна): алтарь, неф и бабинец. С обеих сторон алтаря построены захристии. Иконостас и алтари размещены на небольшом возвышении. Все внешние элементы церкви покрыть гонтом. Каждая главка увенчанная куполами с декоративными крестами. Перед церковью стоит колокольня, построенная в 1817—1827 годах. В 1896—1913 годах храм неоднократно ремонтировался, в том числе его накрыли металлической крышей.
В церкви сохранились иконостас 1895 года и росписи конца XIX — начала XX веков: трехрядный, архитектонический. Иконы рисовал в 1895 году Иосиф Буковчик. В притворе находится рисунок, представляющий Христа в лемковской доме.
В 1947 году во время операции «Висла» лемков переселили на западные территории Польши, а храм забрали у греко-католиков и передали римско-католической общине. В 1961 году церковь закрыли, а в 1963 году здание передали православной общине. В настоящее время храм относится к Перемышльской и Горлицкой епархии Польской православной церкви.